# Fannia japonica
Fannia japonica är en tvåvingeart som beskrevs av Nishida 1974. Fannia japonica ingår i släktet Fannia och familjen takdansflugor. Inga underarter finns listade i Catalogue of Life.